# Guérilla pendant la guerre d'indépendance espagnole

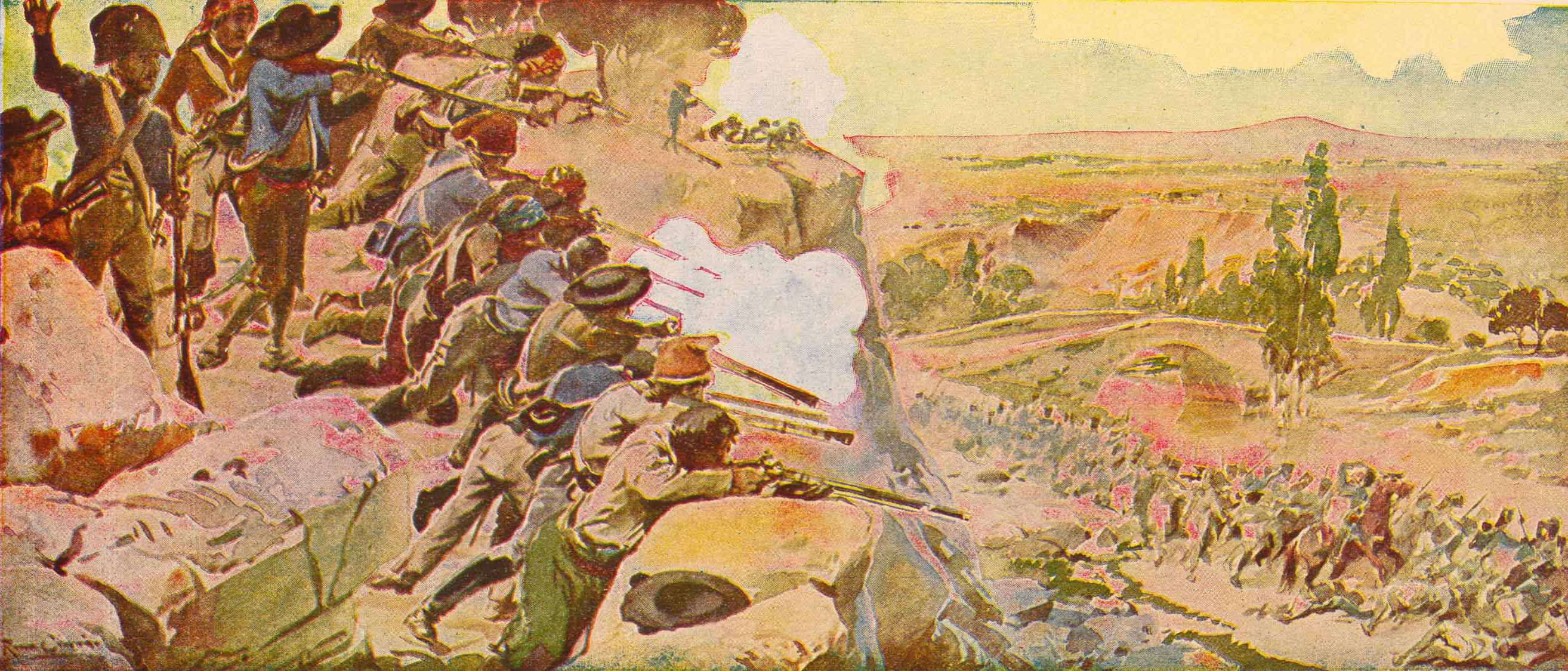
Sur cette aquarelle d'Alfredo Roque Gameiro, réalisée en 1907, des guérilleros attaquent une colonne française.

La guérilla pendant la guerre d'indépendance espagnole désigne les actions armées menées en Espagne et au Portugal par des troupes irrégulières contre l'armée française de Napoléon Ier tout au long de la guerre d'Espagne (1808-1814). 

## Historique
Si le phénomène de la guérilla n'était pas vraiment une nouveauté en Espagne — en Catalogne et à Valence, les corps de miquelets et de somatenes avaient fait la preuve de leur efficacité pendant la révolte catalane de 1640 ainsi que pendant la guerre de Succession d'Espagne entre 1701 et 1714 —, il fallut attendre l'invasion du Portugal par les troupes françaises et la guerre d'indépendance espagnole pour voir se généraliser cette tactique de lutte à l'ensemble de la péninsule. De ce point de vue, la guerre d'Espagne constitue un événement important dans l'histoire militaire dans la mesure où la tactique de la guérilla y est utilisée à grande échelle pour la première fois dans l'histoire de l'Europe. 
Cette situation obligea Napoléon à immobiliser de nombreuses forces dans ce secteur au détriment d'autres parties du continent européen. La présence des guérilleros fragilisa les arrières de l'armée napoléonienne dont les lignes de communication et de ravitaillement étaient fréquemment attaquées. Le harcèlement constant des forces impériales par ces groupes armés fit dire à un officier prussien au service de la France : « lorsque nous arrivons, ils disparaissent ; lorsque nous partons, ils réapparaissent. Ils sont à la fois partout et nulle part ». Un état de situation dressé en 1812 recensait 22 bandes et 38 520 guérilleros en Espagne, c'est-à-dire sans compter les individus qui se battaient au Portugal.
Conscient de l'efficacité de la guérilla, tant en zone rurale que dans les milieux urbains, le Conseil central suprême publia, le 28 décembre 1808, un décret intitulé Règlement sur les corps de partisans et les bandes visant à réglementer l'organisation des guérillas. D'autres décrets suivirent en 1809, par exemple celui qui autorisait les guérilleros à conserver l'argent, les fournitures et le matériel pris aux Français. Dans la pratique, cela favorisa surtout le brigandage et les irréguliers étaient craints aussi bien par les troupes françaises que par la population espagnole. À partir de 1811 se mit en place un processus de militarisation, réclamé par les juntes locales et les chefs de bandes mais largement désapprouvé par les simples combattants, peu soucieux d'être assimilés à leurs camarades de l'armée régulière. De nombreuses bandes furent peu à peu incorporées dans les troupes royales et plusieurs de leurs chefs se virent octroyer des grades militaires.
La coexistence de troupes régulières et irrégulières ne fut pas sans susciter des tensions au sein du commandement. Alors que le général Enrique José O'Donnell, chargé de réorganiser l'armée de Catalogne, insistait en 1810 pour améliorer l'entraînement des unités traditionnelles, la junte locale s'y opposa au motif que ces dernières avaient été souvent battues par les troupes françaises et que le recours aux miquelets et aux somatenes était plus efficace.
L'activité de la guérilla conduisit l'Empereur à qualifier la guerre de la péninsule d'« ulcère espagnol ». Le climat d'insécurité atteignit des proportions telles qu'à la fin de la guerre, les courriers français étaient escortés par 200 cavaliers au moins et que les dépêches envoyées à Paris par le roi Joseph étaient acheminées jusqu'à la frontière sous la protection d'un contingent de 1 500 soldats. Même si les atrocités en temps de guerre étaient communes à tous les belligérants, elles étaient plus fréquentes parmi les guérilleros, probablement en raison du fait que ces derniers n'étaient pas soumis à la discipline militaire.

## Historiographie
L'historien britannique Charles J. Esdaile estime que, en dépit des nombreux dommages infligés aux Français, l'importance de la guérilla dans les opérations de la guerre d'Espagne doit être relativisée. Selon lui, cette forme de guerre spécifique a en effet causée plus de tort que de bien à la résistance espagnole, notamment en favorisant les désertions au sein de l'armée régulière et en privant cette dernière de nombreuses recrues et montures. Cette thèse est combattue par Vittorio Scotti Douglas qui met en avant le fait que la guérilla a permis d'immobiliser, et ce pour une longue durée, de forts contingents français dans les territoires occupés, réduisant d'autant les effectifs déployés face à l'armée anglo-portugaise de Wellington, et a largement contribué à saper les bases du système administratif joséphin en empêchant une perception efficace des impôts.